# VISADE Voorburg
VISADE Voorburg est un club néerlandais de volley-ball fondé en 1952 et basé à Voorburg, qui évolue en 2e division national (Topdivisie).

## Palmarès
- Championnat des Pays-Bas (10)
  - Vainqueur : 1959, 1961, 1964, 1975, 1976, 1977, 1978, 1979, 1982, 1983.
- Coupe des Pays-Bas (5)
  - Vainqueur : 1974, 1976, 1978, 1982, 1983.
- Coupe des champions 
  - Finaliste : 1978.
- Coupe de la CEV (1)
  - Vainqueur : 1982